# Gheorghe Argeșanu
Gheorghe Argeșanu, scris în evidențele militare românești Gheorghe Argeșeanu, (n. 28 februarie 1883, Caracal – d. 26/27 noiembrie 1940, Jilava) a fost un general și om de stat român. A fost cel de-al 40-lea premier al României. 
A fost căsătorit cu pianista Manya Botez, a doua soție a scriitorului Jean Bart.

## Cariera militară
Participant combatant în Primul Război Mondial, generalul Argeșanu a deținut importante funcții de comandă în următoarele unități militare: Regimentul 2 Călărași-Caracal, unitate de elită, Divizia 1 Cavalerie Arad, Divizia 3 Cavalerie, Divizia 11 Infanterie, Divizia de Gardă și Corpul II Armată.

## Funcții politice
- (30 martie - 14 octombrie 1938) Ministru al Apărării Naționale în al doilea Guvern al patriarhului Miron Cristea.
- (21 - 28 septembrie 1939) Președinte al Consiliului de Miniștri.

Se pare că a fost într-un conflict surd cu generalul, viitor mareșal, Ion Antonescu, conflict nerecunoscut de niciunul dintre aceștia.
Disputa celor doi ofițeri cavaleriști de elită a fost generată de câștigarea, în primă instanță, a examenului pentru gradul de general de către colonelul, pe atunci, Ion Antonescu, ea continuând până la arestarea generalului Argeșanu. Un alt motiv al disputei a fost și poziția total diferită față de Carol al II-lea a celor doi: Argeșanu favorit -îl însoțise pe acesta, în tinerețe, în călătoria în jurul lumii iar Antonescu, era în dizgrație, pentru mândria cu care îl trata pe rege.
Gheorghe Argeșanu a fost numit prim-ministru de către Carol al II-lea în urma asasinării de către legionarii conduși de Horia Sima a fostului șef al Guvernului, Armand Călinescu. Instalat în funcție, generalul Argeșanu, devotat lui Carol al II-lea, a impus o serie de măsuri sângeroase împotriva legionarilor, precum:
- executarea și expunerea la locul crimei a asasinilor lui Armand Călinescu.
- executarea fără nici o judecată a câte 3 legionari aleși aleatoriu din fiecare județ al țării și expunerea lor în piețe publice.

Surse spun că, imediat după noua numire ca ministru de interne de către Carol al II-lea și aflarea veștii despre decizia acestuia de a executa câte 3 legionari din fiecare județ, a ordonat oprirea execuțiilor, salvând astfel viața câtorva (Info:Ghe.Margherescu, Secvențe cazone). Dincolo de controverse, generalul Gheorghe Argeșanu (Ghiță Soldatul, cum era alintat), a fost un ofițer de valoare, care, din păcate și nu din voia lui nu și-a dat obolul de pricepere și jertfă în conflictul în care a intrat România în 1941. La începutul lunii septembrie 1940 generalul Gheorghe Argeșanu, comandantul Armatei a II-a, a fost trimis de rege la Constanța pentru a organiza rezistența armată în eventualitatea unei invazii a armatei bulgare. Conducătorul rezistenței fiind însă convocat la sediul Guvernului în noaptea de 5/6 septembrie 1940 și arestat din ordinele lui Ion Antonescu și a lui Horia Sima, după ratificarea Acordului interministerial de la Craiova, bulgarii au reintrat în posesia acestei regiuni de 7.412 de kilometri pătrați și 410.000 de locuitori relativ fără probleme. 
Mandatul său, rămas în istorie pentru numeroasele crimele comise într-un interval deosebit de scurt, s-a încheiat după 7 zile, fiind înlocuit de guvernul Constantin Argetoianu.
A fost înaintat la gradul de general de corp de armată cu începere de la data de 6 iunie 1940.

## Asasinarea generalului Argeșanu
A fost trecut în retragere prin decretul-lege nr. 3.094 din 9 septembrie 1940 al generalului Ion Antonescu, Conducătorul Statului Român și președinte al Consiliului de Miniștri, împreună cu mai mulți generali considerați a fi apropiați fostului rege Carol al II-lea și acuzați că, în calitate de înalți comandanți militari, s-ar fi comportat necorespunzător în împrejurările dramatice din vara anului 1940. Decretul-lege prevedea scoaterea mai multor generali din cadrele active ale armatei cu următoarea justificare: „având în vedere că următorii ofițeri generali au săvârșit acte grave de incapacitate, demoralizând prin fapta lor prestigiul oștirii și elementarele comandamente ale răspunderii de ostaș. Având în vedere că prin lingușiri și metode incompatibile cu demnitatea de ostaș au ocupat înalte comandamente, încurajând apoi neseriozitatea și lipsa demnității ofițerești; Având în vedere că prin incapacitatea acestor ofițeri generali s'a ajuns la decăderea oștirii și la acte grave prin pierderea granițelor; Socotind că Națiunea trebue să primească exemplul datoriei și al răspunderii prin sancționarea celor care s'au făcut vinovați de aceste abateri”. Efectele decretului-lege au fost anulate la 1 septembrie 1944.
În timpul statului național-legionar (septembrie 1940 - ianuarie 1941), Gheorghe Argeșanu a fost întemnițat, alături de alți foști demnitari ai regimului carlist, la închisoarea Jilava. În noaptea de 26/27 noiembrie 1940, 64 de foști demnitari și magistrați care luaseră măsuri violente împotriva Mișcării Legionare, printre care și generalul Argeșanu, au fost asasinați de un grup de legionari.

## Decorații
- Ordinul „Steaua României” clasa I-a (8 iunie 1940)[8]